# Tesoro de Torredonjimeno

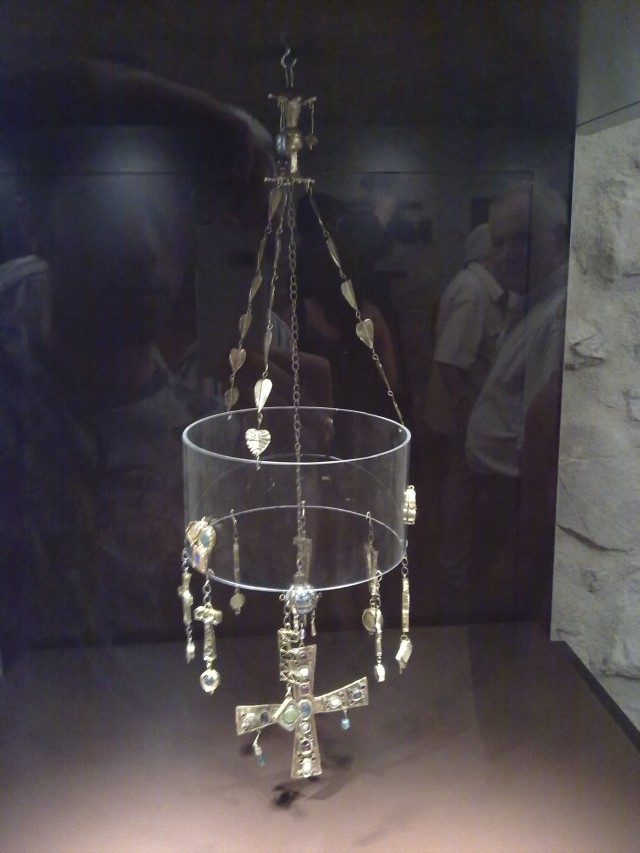
Réplica de la corona votiva del tesoro.

El tesoro de Torredonjimeno es un conjunto de orfebrería visigoda compuesto por varias coronas votivas que los reyes visigodos ofrecieron a la Iglesia. Es muy parecido al Tesoro de Guarrazar aunque algo más tosco, posiblemente las coronas estuvieran dedicadas a las santas Justa y Rufina.
Fue encontrado en 1926 en Torredonjimeno, provincia de Jaén, cerca de la actual Ermita de la Virgen de Consolación, en una finca de olivar, a 2 km del núcleo urbano del pueblo y a 4 km de Martos, por un campesino que se encontraba trabajando en el campo. Pensando que las piezas carecían de valor, se las dio a los hijos que se entretenían desmontando las joyas y mezclándolas con barro. Tiempo después apareció un trapero que compró las piezas. Ahí se le pierde el rastro, hasta que vuelve a aparecer en los años 40, fragmentado. El Tesoro se encuentra actualmente repartido entre los Museos Arqueológicos de Madrid, Barcelona y Córdoba.

## Corona
La corona votiva que se conserva en la sede de Barcelona del MAC iría suspendida sobre el altar de una iglesia como ofrenda de los poderosos de la época a Dios y a los santos, con el fin de obtener su protección. El análisis del conjunto del tesoro, en concreto la de las inscripciones, permite vincularlo a las mártires sevillanas Justa y Rufina, y constituye, en su conjunto, el tesoro de una iglesia o santuario dedicado a estas dos santas que sufrieron su martirio a finales del siglo III a. C.. La difusión de su culto se atribuye a San Isidoro de Sevilla, obispo de Sevilla entre el 600 y el 636.
Las ofrendas en las iglesias se bendecían en un acto solemne. Sobre las coronas conservamos el «Liber Ordinum», la oración que se leía públicamente:
| Ihesu Domine, qui est corona sanctorum, hanc coronam benedicento sanctifica: ut pro decore domus tue et tui honore ac ornamento altaris, accepta hec munera feras, et de manibus offerentium respectu hilari et pia benegnitate suscipias. Amen. | Señor Jesús, que coronas los santos, santifica esta corona bendiciéndolo con el objetivo de que sea una decoración de tu casa y un ornamento del altar en honor tuyo. Acepta este presente y de las manos de quienes hacen la ofrenda, quieras recibirlo con un respeto gozoso y una piadosa benignidad. Amén . |

## Centro de Interpretación
El centro de interpretación del tesoro visigodo, se encuentra en el castillo de Torredonjimeno y consta de las siguientes salas:
Sala I. El mundo visigodo.
En esta sala se introduce al visitante en las particularidades  del mundo visigodo, proporcionando una información que contextualice el tesoro y le aporte la significación cultural de la historia y cultura visigoda. Se completa con un punto interactivo par.
Sala II: Audiovisual.
Una vez asumido el papel cultural de mundo visigodo como contexto del Tesoro, el visitante podrá acceder a un espacio en el que recibe la primera información concreta acerca de la colección. El guion de esta producción audiovisual presentado en formato envolvente de doble pantalla presenta la colección a través de su contexto histórico desde su descubrimiento.
Sala III: La Cámara del Tesoro.
El acceso a la última sala del centro de interpretación presenta la reproducción fidedigna del Tesoro de Torredonjimeno. En esta sala, la interpretación se centrará exclusivamente en aspectos vinculados a la propia colección, explicando su descubrimiento, estructura general y análisis particularizado de las piezas más importantes.